# قديح بصري (علم الأجنة)
أثناء التخلق المضغي للعين، يصبح الجدار الخارجي لبصلة الحويصلة البصرية أكثر سماكةً ومنغمد. وتتحول البصلة إلى كؤيس (الكويس البصري أو القديح البصري)، الذي يتكون من طبقتين من الخلايا.
هاتان الطبقتان من الخلايا تبقيان مرتبطتان معاً عند حافّة الكؤيس، وتتداخلان في النهاية مع العدسة وتصلان إلى أبعد نقطة حيث تتكون فتحة الحدقة لاحقاً.
الكؤيس البصري هو جزء من الدماغ البيني ويعمل على رفع شبكية العين

## وصلات خارجية
- Overview at temple.edu نسخة محفوظة 17 يوليو 2006 على موقع واي باك مشين.
- Overview at vision.ca